# Inscutomonomma hobohmi
Inscutomonomma hobohmi es una especie de coleóptero de la familia Monommatidae.

## Distribución geográfica
Habita en África.